# فدریکو کازارینی
فدریکو کازارینی (ایتالیایی: Federico Casarini؛ زادهٔ ۷ سپتامبر ۱۹۸۹) بازیکن فوتبال اهل ایتالیا است که در پست هافبک برای باشگاه فوتبال آسکولی در سری بی بازی می‌کند.
از باشگاه‌هایی که در آن بازی کرده‌است می‌توان به باشگاه فوتبال کالیاری، باشگاه فوتبال بولونیا، باشگاه فوتبال نووارا و باشگاه فوتبال ویرتوس لانچانو اشاره کرد.
وی همچنین در تیم‌های ملی فوتبال زیر ۱۷ سال ایتالیا، زیر ۱۸ سال ایتالیا، و زیر ۲۰ سال ایتالیا بازی کرده‌است.